# 진주 광장

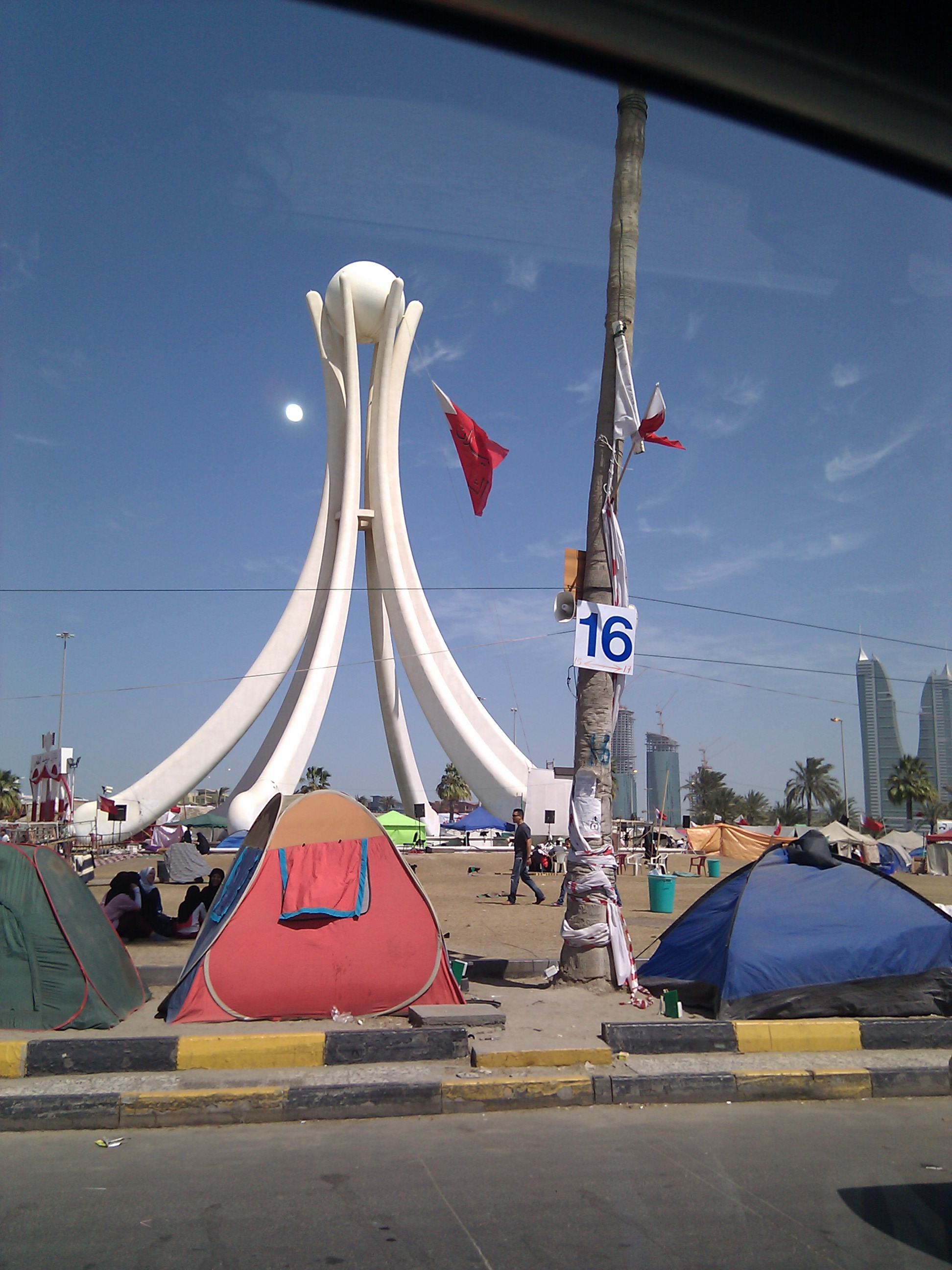
바레인의 반정부 시위대는 진주 기념비가 철거되기 며칠 전에 진을 쳤다.

진주 광장(아랍어: دوار اللؤلؤ(ة) 다우와르 알룰루(아)[*])은 바레인의 수도인 마나마 중앙금융단지 인근에 있던 광장이자 회전교차로이다. 이 광장은 2011년 3월 18일에 일어난 2011년 바레인 봉기 당시에 바레인 정부군이 반정부 시위대를 진압하기 위해 파괴한 진주 기념비에서 이름을 따서 명명되었다.

## 역사
이 광장은 바레인의 수도인 마나마 중앙부에 위치해 있었으며 바레인 중앙시장, 마리나, 펄 앤 시티 중앙 회전교차로와 진주 기념비의 이름을 딴 아브라즈 알룰루(진주 타워) 아파트 단지에 둘러싸여 있었다. 또한 파괴된 회전교차로 근처에는 바레인 세계 무역센터와 바레인 금융항을 포함한 도시의 주요 랜드마크들이 남아 있다.
이 회전 교차로는 원래 수도로 들어가는 주요 교통 교차로 역할을 했지만 현재는 바레인의 2030년 현대화 계획의 일환에 따라 지어진 저공 비행 및 분기점 단지가 우회하고 있다.
1982년 11월 9일부터 11월 11일가지 바레인이 마나마에서 처음 주최한 제3차 걸프 협력 회의(GCC) 정상회의를 기념하여 건립된 진주 기념비는 이전에 회전교차로 중심에 세워져 있었다.

### 상징과 의미
진주 기념비는 하늘로 돌출된 6개의 다우 돛으로 구성되어 있으며 꼭대기에 달린 진주를 잡기 위해 함께 모여 있다. 6개의 돛은 걸프 협력 회의를 구성하는 6개 회원국(사우디아라비아, 아랍에미리트, 카타르, 바레인, 쿠웨이트, 오만)을 의미했으며 진주는 그들의 연합된 유산 및 그 나라의 유명한 진주 재배 역사를 상징했다. 기념비의 받침대에는 분수가 달린 십각형 모양의 수영장이 있었다. 진주 기념비는 바레인의 화폐에서 가장 가치가 높은 동전인 바레인 500필스(바레인 1/2디나르) 동전 앞면에 새겨져 있었다. 바레인 중앙은행은 진주 기념비가 파괴된 이후에 은행들에 1/2디나르 동전을 1/2디나르 지폐로 교환해 줄 것을 요청한 것으로 알려졌다. 이 동전은 더 이상 바레인 중앙은행에서 주조되거나 유통되지 않는다.

### 철거

바레인 정부는 2011년 3월 18일 아침에 반정부 시위의 집결지인 진주 기념비를 철거했다.

불과 30년 후인 2011년 3월 18일 아침에 바레인 정부는 국영 방송 BTV를 통해 진주 기념비가 "악랄한" 반정부 시위에 의해 "폭행당하고 망신당했기 때문에 제거되어야만 했다."고 발표했다. 바레인 정부가 서두르는 와중에 크레인 이주 노동자가 떨어지는 시멘트 아치에 깔려 사망했다. 알자지라의 메이 잉 웰시(May Ying Welsh)가 제작한 비밀 다큐멘터리 《바레인: 어둠의 총격》에 따르면 바레인의 국영 텔레비전 방송국은 남자의 죽음을 숨기기 위해 검열했다고 전했다.

## 바레인 봉기

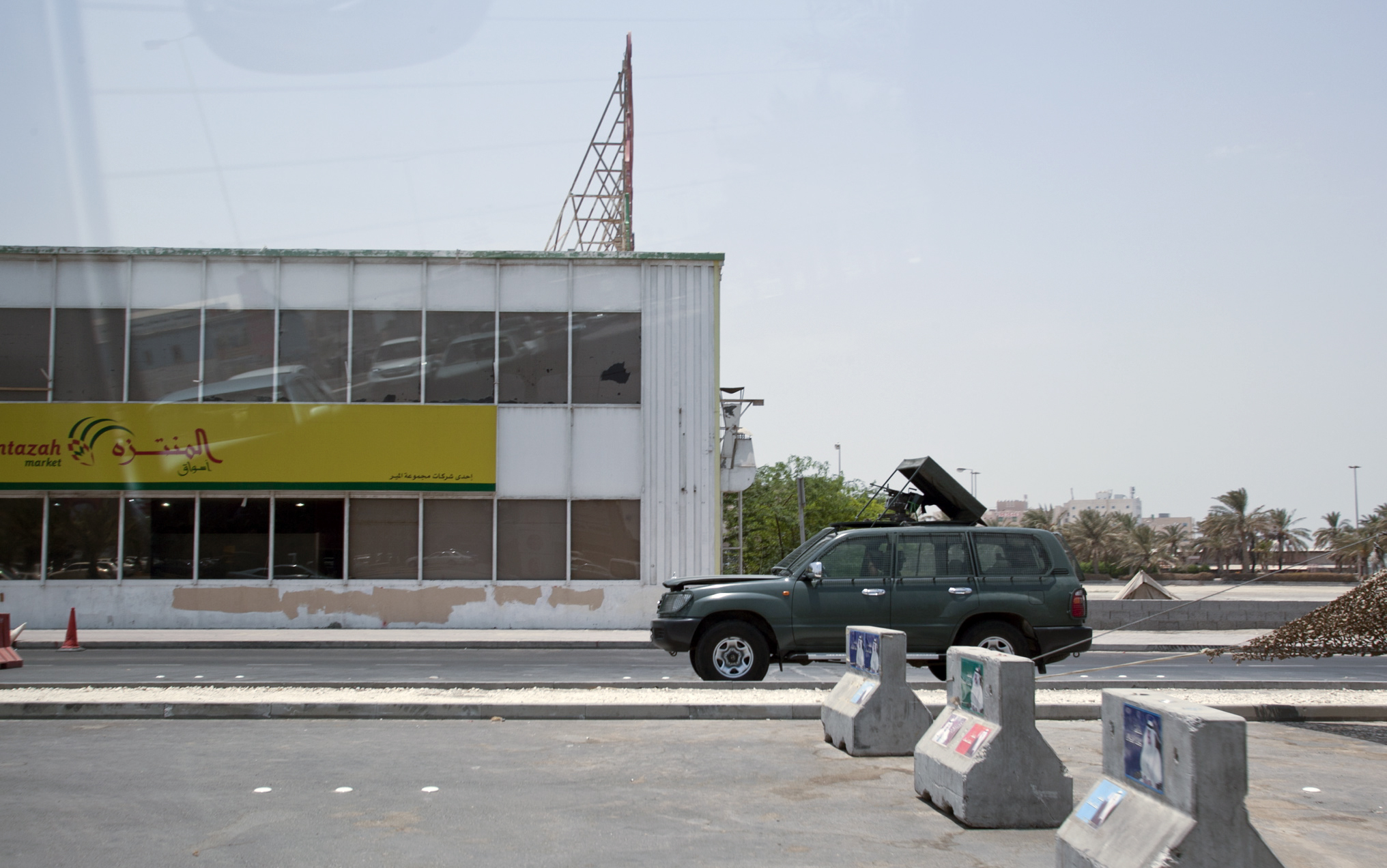
바레인 국방군이 설치한 검문소가 여전히 진주 로터리가 있던 지역을 둘러싸고 있다.

진주 회전교차로는 2011년 2월에 시작된 시위 장소였다. 이는 2011년 이집트 혁명 당시 주요 시위 장소였던 이집트 카이로의 타흐리르 광장과 비교되었다.
2011년 2월 15일에 알리 압둘하디 무샤이마의 장례식 행렬이 끝난 이후에 더 많은 사람들이 시위대에 합류하여 진주 회전교차로로 이동했고 그들은 오후 3시경에 도착했다. 오후 3시 15분경에 시위대는 회전교차로에 텐트를 설치하기 시작했고 이날 오후에는 프로젝터 스크린이 설치되었다. 이 가운데 살마니야 종합병원 의료진이 세운 천막도 있었다. 회전교차로 고가 도로에서는 차량 통행을 방해하는 시위대도 속출했다. 해질 무렵에 시위대의 수는 수천 명에 달했다. 회전교차로와 인근은 시위대와 개인 차량으로 혼잡했다. 경찰은 시위대와 교전하지도 않았고 해산시키려 시도하지도 않았다. 하마드 국왕은 행렬의 구성원들에게 슬픔을 표현하기 위해 진주 회전교차로를 점거하는 것을 허용했다.
2011년 2월 17일에 시위대가 진주 회전교차로에서 밤을 보내는 동안에 경찰은 시위대를 해산시키기 위해 새벽 3시에 그 장소에 진입했다. 이번 진압으로 많은 부상자가 발생했으며 민간인 4명이 사망했다. 경찰이 시위대를 진압한 직후에 바레인 경찰 간부인 알하산은 국영 TV에 출연해 전날 밤 벌어진 사건에 대해 설명했다. 알하산은 시위대가 사전에 경고를 받았으며 시위대가 이 지역을 떠나기를 거부했다고 주장했다. 알하산은 시위대가 실제로 칼과 권총 같은 무기를 소지하고 있었다고 덧붙였다. 바레인의 하마드 빈 이사 알칼리파 국왕이 지난 2월과 3월 사건에 대한 보고서를 작성하기 위해 설립한 바레인 독립조사위원회는 시위대가 무장을 했다는 증거를 찾지 못했다.:{{{1}}}
경찰의 진압 직후에 바레인 국방군 탱크가 진주 회전교차로를 점거해 시위대의 점거를 막았다. 부상당한 시위대가 부축을 받고 있는 살마니야 병원 인근에 머물던 일부 시위대는 진주 회전교차로를 탈환하려다 일대로 향했다. 시위대는 진주 회전교차로에서 진을 치고 있던 군인들에게 총격을 당했다.
이러한 사건들에 이어 살만 빈 하마드 빈 이사 알칼리파 왕세자가 바레인 국영 텔레비전 방송에 출연하여 당사자들의 진정을 요구했다. 살만 빈 하마드 왕세자는 다음 날 군 탱크들에게 진주 기념비에서 철수할 것을 명령했다. 시위대는 평화적으로 기념비를 평화롭게 점령할 수 있었고 왕세자로부터 더 이상의 공격 없이 시위를 할 수 있다는 보장을 받았다. 그러나 진주 기념비가 철거되기 이전인 3월 16일에 바레인 국방군, 경찰, 걸프 협력 회의 연합방위군이 진주 광장으로 진격한 다음에 불도저로 밀치고 불을 지르면서 회전교차로에 있던 시위대가 대피했다. 또한 크레인 선실 위로 떨어진 기념비 조각에 의해 크레인 운전사가 철거 도중에 압사하는 사고가 일어났다.

## 알파루크 교차로

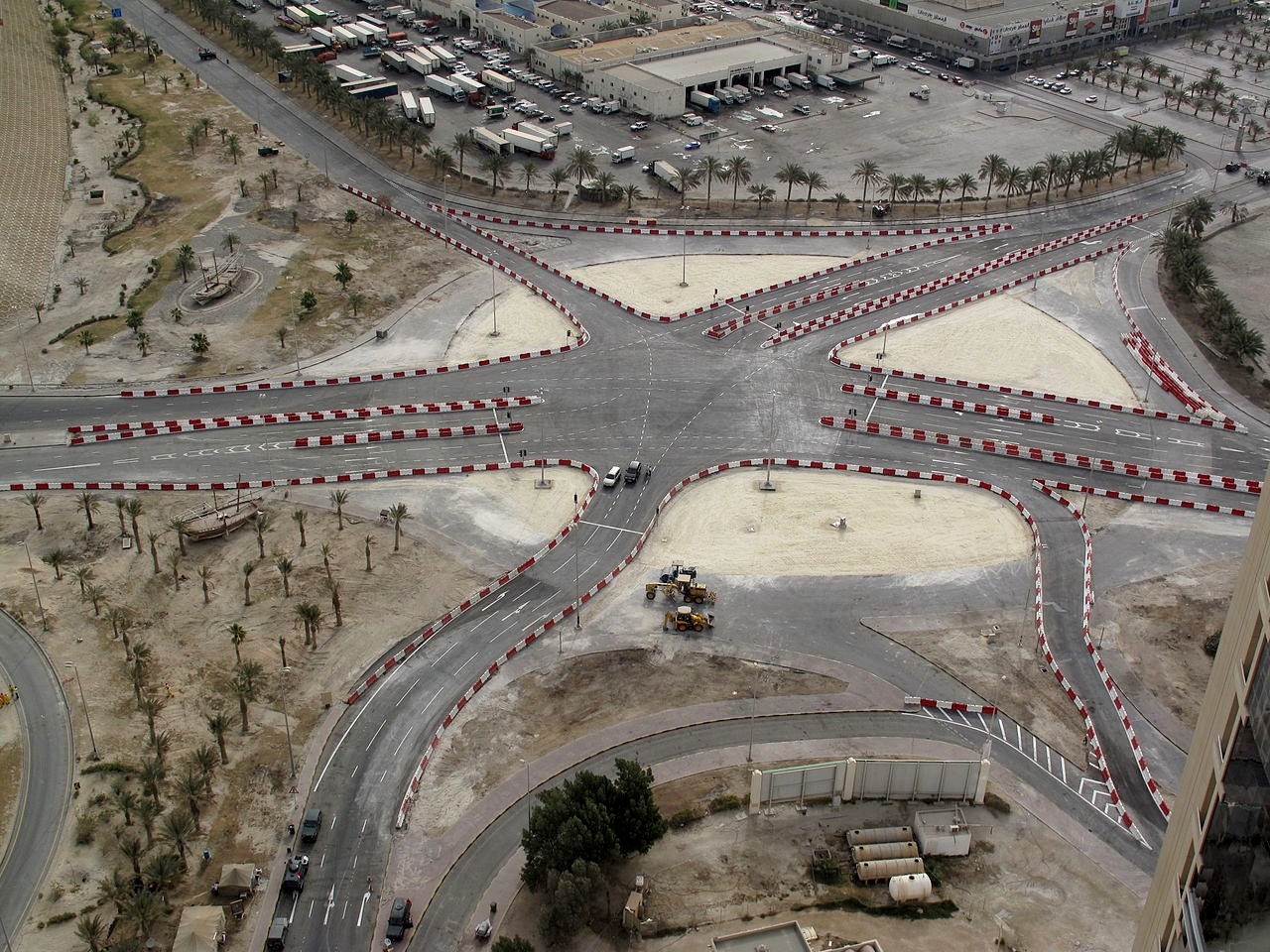
2011년 말에 공사에 들어간 알파루크 교차로

진주 기념비가 철거된 이후에 정부는 금융가의 혼잡을 완화하기 위해 회전교차로를 신호등으로 교체할 가능성이 있다고 발표했다. 바레인 정부는 이 유적지의 이름을 우마르 이븐 알카타브에서 이름을 딴 알파루크 교차로라고 명명했는데 우마르는 수니파 무슬림들에게는 제2대 칼리파라고 존경받지만 시아파 무슬림들에게는 무함마드의 딸과 알리의 아내인 파티마를 살해했기 때문에 증오의 대상으로 여겨지는 역사적 인물이다. 알파루크라는 이름은 왕실의 일원이자 보안군의 일원인 할리파 빈 아흐메드 알할리파에 의해 군사 작전 뿐만 아니라 교차로에 붙여졌다.
2015년 2월 25일에는 대중들이 알파루크 교차로에 접근하는 것이 제한되었다. 2011년 3월 16일에 시위대가 진주 회전교차로에서 대피한 이후에 이 지역은 보안군에 의해 봉쇄되었다. 2017년 6월 14일에는 알파루크 교차로가 개통되었다.